# Zynga Poker
Zynga Poker est un jeu social développé par Zynga en tant qu'application pour le site web de réseautage social Facebook ainsi que pour Android, iPhone, Windows Phone, Windows, MySpace, Tagged (en) et Google+. Il a été lancé en juillet 2007.
En 2011, avec 38 millions de joueurs, Zynga Poker était le plus grand site de poker au monde. En 2018, après une concurrence accrue sur le marché, Zynga Poker avait une part de marché de 6,1 % dans les jeux de casino sociaux.

## Gameplay
Le jeu permet aux joueurs de Facebook de simuler une partie de poker Texas Hold'em dans un environnement de jeu social. Les utilisateurs entrent dans le hall du casino et peuvent jouer à n'importe quelle table ou rejoindre des amis pour une partie. Les joueurs peuvent choisir entre des tables occasionnelles, des tournois ou des tables VIP. Un tableau des leaders montre aux joueurs leur classement en jetons par rapport aux autres joueurs et leur permet d'envoyer ou de recevoir des cadeaux.

## Histoire

### Développement et domination du marché
Le jeu a été créé et lancé en juillet 2007 par une équipe composée de certains des fondateurs de l'entreprise, notamment Justin Waldron, Michael Luxton et Eric Schiermeyer.
En mars 2011, Zynga Poker a organisé le PokerCon, un tournoi de poker en direct au Palms Casino de Las Vegas (Nevada). Selon un article d'ESPN de mars 2011, avec 38 millions de joueurs, Zynga Poker était alors le plus grand site de poker au monde.
En juillet 2012, Zynga a annoncé qu'il proposerait des jeux en argent réel en dehors des États-Unis en 2013.
Selon un article de Dean Takahashi paru en 2014, environ 350 millions de personnes ont joué à Zynga Poker, et le jeu compte des millions de joueurs quotidiens.

### Mise à jour et perte de la domination du marché
En juillet 2014, le jeu a reçu une mise à jour majeure. Selon Jeff Grubb de VentureBeat, ce changement a été impopulaire auprès des utilisateurs, qui estimaient que Zynga « jetait trop de fonctionnalités indésirables sur le chemin » du jeu de poker.
En 2014, Zynga Poker « commandait 61 % du marché total des revenus du poker social », et gagnait chaque mois entre 9 et 13 millions de dollars. Cette année-là, ses audiences ont chuté de 44 %. Après la refonte de 2014, les joueurs ont "forcé l'éditeur" à ramener une version "classique" du jeu de poker original. De plus, le PDG et le responsable des jeux de Zynga Poker sont partis à cette époque. VentureBeat a déclaré en 2015 que les joueurs de Zynga Poker se déplaçaient de plus en plus vers les jeux de casino sociaux, l'ensemble de l'industrie des jeux de poker sociaux étant en difficulté en grande partie « en raison des luttes de l'application Poker de Zynga, qui domine le marché ».
En 2014, Zynga Poker était le jeu phare de Zynga et son jeu le plus rentable.

### Caractéristiques et événements récents
Au premier trimestre 2017, l'entreprise a déclaré une perte, bien que les recettes soient en hausse par rapport à l'année précédente. En 2018, Zynga Poker représentait 23 % des recettes des jeux de Zynga. Après une concurrence accrue sur le marché, en 2018, les analystes ont déclaré que Zynga avait perdu sa part de marché dans les jeux de casino social, avec seulement 6,1 % de parts de marché. Zynga Poker a introduit un nouveau mode "Spin and Win" dans son centre de tournois du World Poker Tour en 2019, combinant essentiellement le poker avec une roue de prix. En novembre 2018, Zynga Poker a déclaré que ses revenus mobiles avaient chuté de 3 % cette année-là, les réservations restant stables, Zynga déclarant que le jeu était « toujours en train de se remettre des changements de plateforme imposés par Facebook au [deuxième trimestre financier] ». À l'époque, Zynga était en partenariat avec le World Poker Tour.
Au premier trimestre 2019, Zynga Poker représentait 15 % du revenu total de Zynga, après avoir représenté 21 % de ce revenu au premier trimestre 2018. En 2019, l'entreprise a engagé Brad Garrett sur un événement de sweepstakes. En mars 2019, Zynga Poker a ajouté un code de tournoi appelé Spin & Win, permettant un jeu plus rapide et des enjeux plus élevés. Selon Consumer Affairs, en 2019, les utilisateurs de Zynga Poker ont subi une violation de données.
Bien que Zynga ait réalisé un léger bénéfice en 2019, celui de Zynga Poker a chuté de 7 %, « car l'entreprise se remet encore des modifications apportées à la plateforme par Facebook l'année dernière ». Gibeau a déclaré que l'entreprise travaille sur des mises à jour qui aideront Zynga Poker à revenir en mode croissance.

## Langues et disponibilité
Depuis août 2010, le jeu est disponible en chinois mandarin en Chine ainsi que sur Facebook à Hong Kong et à Taïwan sous le nom de Zynga Texas Poker. Le jeu est également disponible en anglais, indonésien, espagnol, portugais, turc et français. La version mobile du jeu est disponible en 18 langues.

## Sponsorisations
En 2018, Nascar a annoncé que Go Fas Racing (en) s'associait à Zynga Poker, le jeu servant de sponsor principal pour la Ford n° 32 et Matt DiBenedetto (en).